# Société du chemin de fer électrique souterrain Nord-Sud de Paris
Pour les articles homonymes, voir Nord-Sud (homonymie).

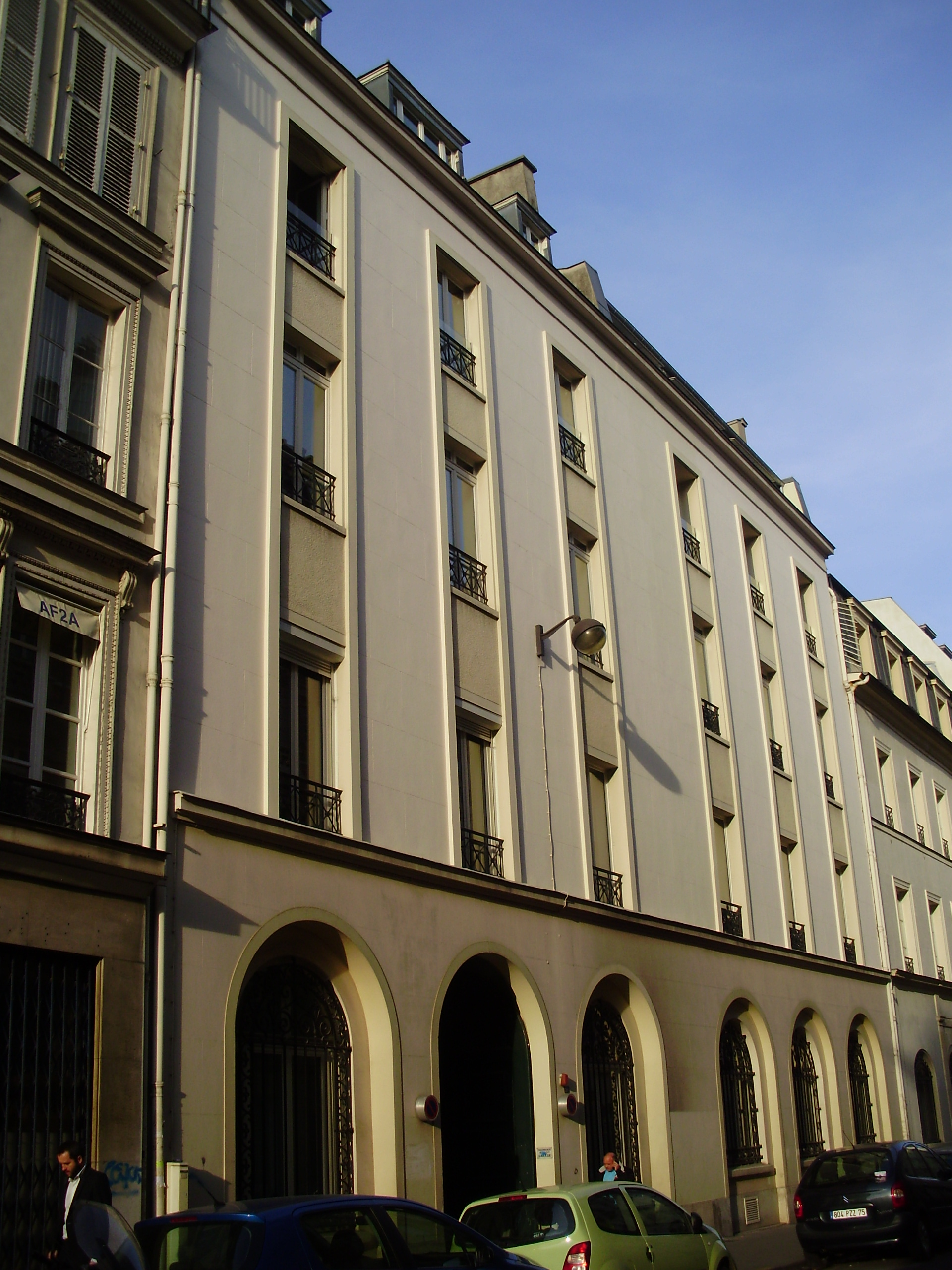
Ancien siège de la Compagnie du Nord-Sud au 20 de la rue d'Athènes, Paris 9e.

La Société du chemin de fer électrique souterrain Nord-Sud de Paris, ou plus simplement « Nord-Sud », est une société privée créée en 1902, qui a construit et exploité trois lignes du métro de Paris jusqu'en 1931 avant d'être absorbée par sa concurrente, la Compagnie du chemin de fer métropolitain de Paris (CMP) qui gérait la concession des autres lignes du métro de Paris avant la nationalisation du réseau en 1948.

## Histoire

### Origines
La compagnie Nord-Sud est créée en 1902 à l'initiative de Jean-Baptiste Berlier, ingénieur lyonnais qui avait tenté en 1897 de construire un tramway tubulaire souterrain. En 1901, il propose, avec l'appui du financier Xavier Janicot, de construire une ligne Montparnasse - Montmartre passant par les gares d'Orsay et de Saint-Lazare. Cette ligne serait formée de deux tunnels parallèles, constitués d'une succession d'arceaux de métal, en grande profondeur comme le « tube » de Londres ; cette profondeur permet un tracé plus direct, affranchi du tracé des rues. La Ville de Paris souhaitant tenter cette expérience, la concession lui est accordée le 28 décembre 1901. Elle dispose que les coûts de construction et le matériel roulant seront entièrement à la charge financière du concessionnaire (Pour la CMP, la Ville de Paris avait construit à ses frais l'infrastructure).
La concession comporte trois lignes :
- ligne A : Porte de la Chapelle - Montmartre - Montparnasse - Porte de Versailles ;
- ligne B : Saint-Lazare - Porte de Saint-Ouen et Porte de Clichy ;
- ligne C : Montparnasse - Porte de Vanves.

La société du Chemin de fer électrique souterrain Nord-Sud de Paris, ou plus simplement « Nord-Sud », est créée en juin 1902. La concession accordée à MM. Berlier et Janicot est transférée à la société par décret le 26 mars 1907. La société est affiliée à l'Omnium lyonnais et formée avec un capital de deux millions de francs, le capital devant s'accroître progressivement pour atteindre soixante-quinze millions en 1910, après l'émission d'un emprunt de trente-cinq millions en 1909. Elle veut se démarquer de sa rivale par l'esthétique de ses stations et de ses rames ainsi que par ses choix techniques. La ligne A, Montmartre - Montparnasse, devait assurer un important trafic en l'absence de liaisons existantes sur ce parcours. Mais cette ligne constitue une réelle menace pour les compagnies de tramways et pour  la Compagnie du chemin de fer métropolitain de Paris (CMP) qui voit d'un mauvais œil ce concurrent potentiel.
Malgré l'opposition larvée de cette dernière et le retard provoqué, la ligne Montmartre (place des Abbesses) - Montparnasse, soit 6,216 km, est déclarée d'utilité publique le 3 avril 1905. Une loi du 19 juillet 1905 complète la concession en déclarant d'utilité publique les tronçons complémentaires Montparnasse - Porte de Versailles et l'embranchement Saint-Lazare - Porte de Saint-Ouen. Le prolongement de place des Abbesses à Jules-Joffrin, soit 1,317 km, est à son tour déclaré d'utilité publique le 10 avril 1908, puis le tronçon La Fourche - Porte de Clichy, soit 1,427 km, le 11 juin 1909. Le 24 janvier 1912, le prolongement de Jules-Joffrin à la porte de la Chapelle, soit 2,067 km, est déclaré d'utilité publique, puis finalement la ligne C, Gare Montparnasse - Porte de Vanves, soit 2,749 km, le 19 juillet 1912. La longueur totale du réseau concédé atteint 19,789 km.

### Construction

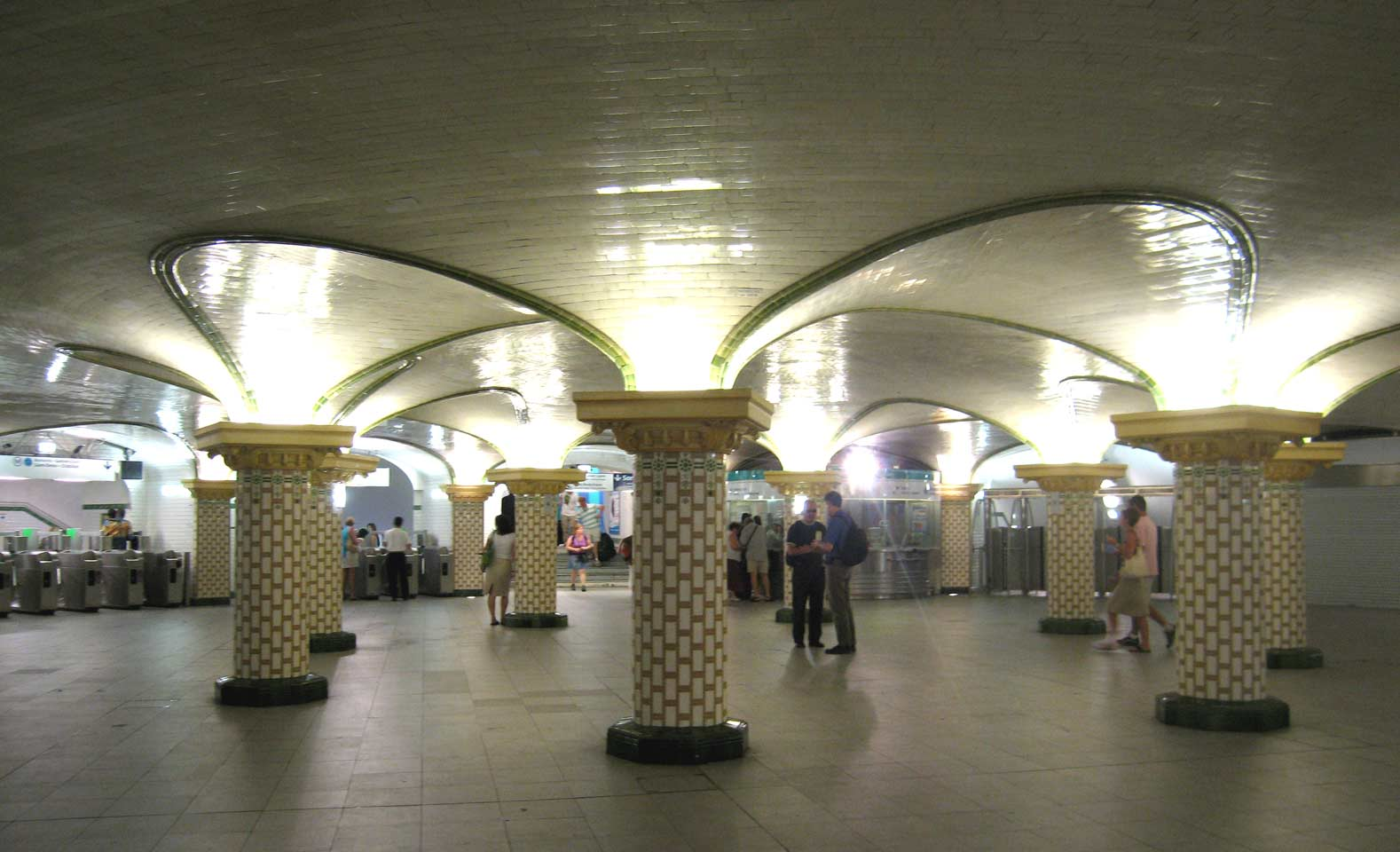
Rotonde de la station Saint-Lazare créée par la compagnie Nord-Sud.

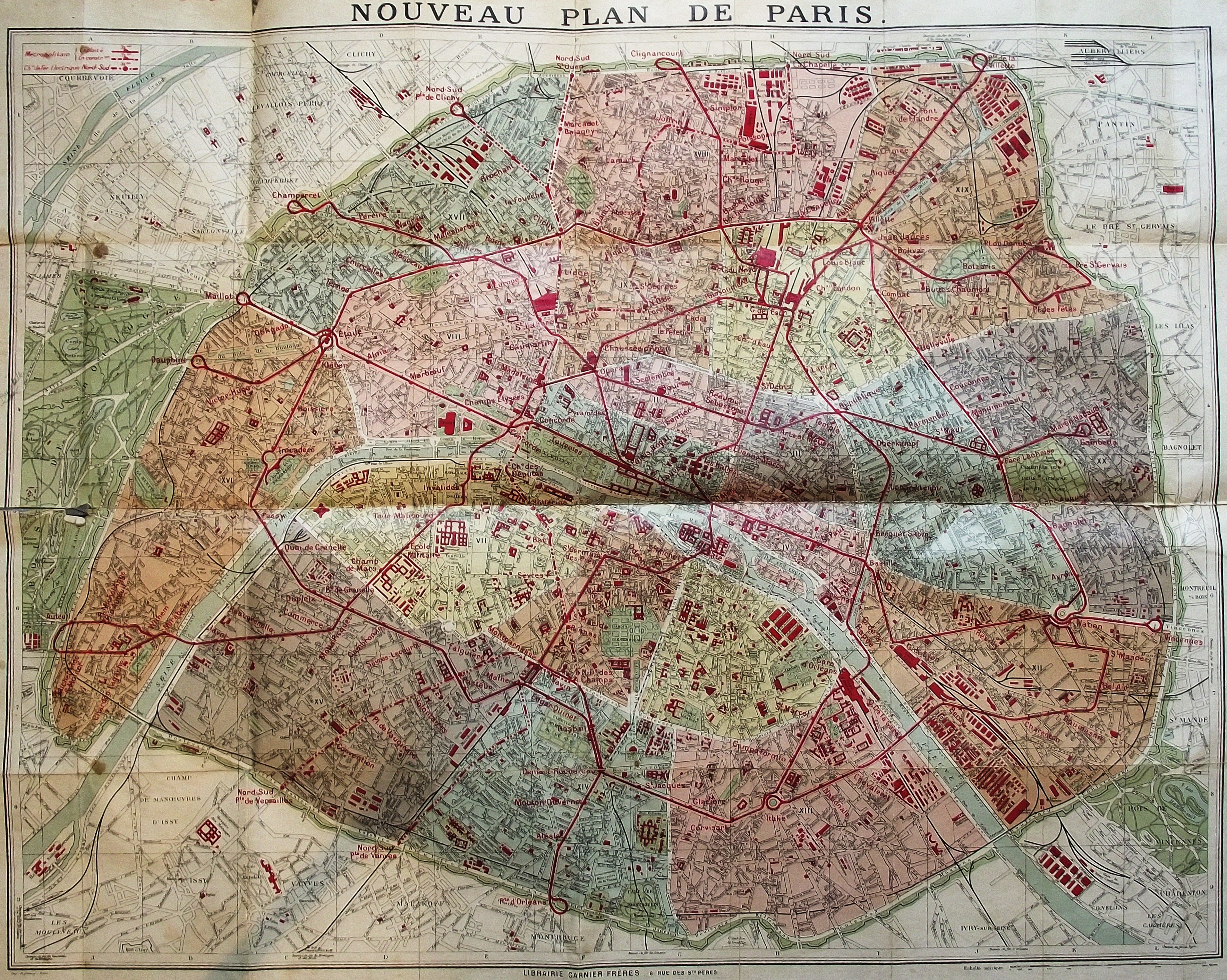
Le métro entre les années 1916 et 1920. Les lignes Nord-Sud sont en pointillé.

Lors des premiers sondages réalisés, il apparaît que la construction du métro à grande profondeur comme à Londres se révèle rapidement impossible, à cause de la nature différente du sous-sol parisien. Sous le niveau de la nappe phréatique, le sol est en effet de nature très diverse et saturé d'eau, ce qui ne permet pas de construire un tunnel métallique. Établir la ligne à une profondeur encore plus importante devenait financièrement dissuasif.

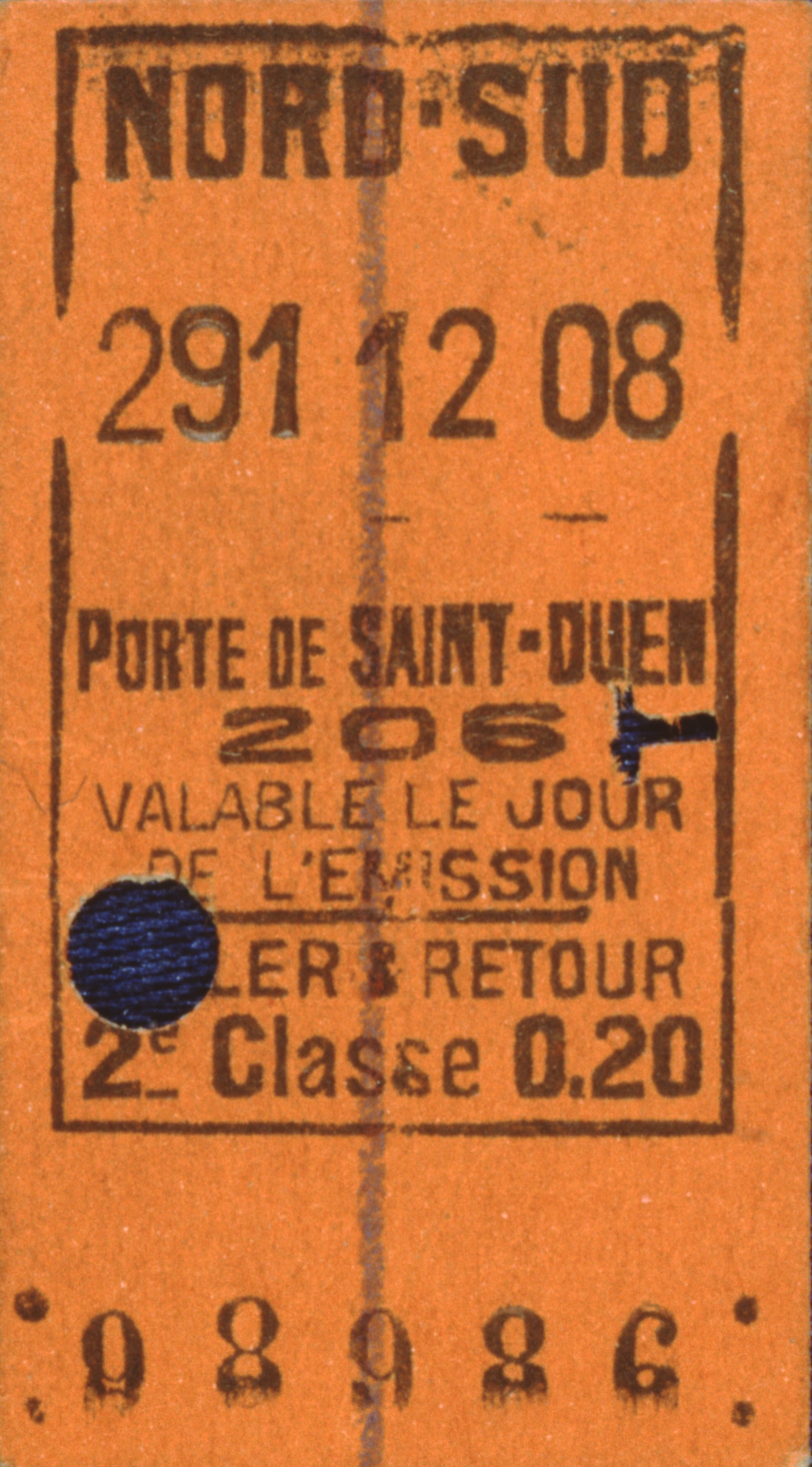
Ticket de transport de 2e classe de la compagnie Nord-Sud.

Les lignes sont ainsi construites au-dessus de la nappe phréatique, tout comme celles de la CMP, à faible profondeur sous la voirie, ce qui confère à la ligne A un tracé en plan particulièrement tortueux contrairement aux plans initiaux. Les caractéristiques du chemin de fer prévues au cahier des charges sont analogues à celles du métropolitain, en ce qui concerne le gabarit, les déclivités et les rayons de courbure minimaux à respecter.
L'ingénieur Georges Bechmann conduit les travaux. Il adopte le mode de traction électrique par caténaires avec petit pantographe sur le pavillon des motrices, mode différent de celui du réseau métropolitain qui est conçu avec des patins frottant sur un troisième rail . Son fils, l'architecte Lucien Bechmann, réalisera la rotonde de la station Saint-Lazare.
Si la construction est entièrement à la charge de la société, la Ville de Paris se réserve avec la concession une redevance sur chaque billet vendu. Elle représente un centime par billet pour un trafic inférieur à trente millions de voyageurs ; pour un trafic supérieur, la redevance passe à deux centimes par billet de 2e classe et 2,5 centimes pour un billet de 1re classe. Le prix des billets est fixé à 0,15 franc en 2e classe et 0,25 franc en 1re, un aller-retour étant fixé à 0,20 franc, avec un aller valable uniquement avant huit heures. De fait, les tarifs sont identiques sur les deux réseaux, Nord-Sud et CMP, la correspondance devant être librement assurée selon la concession.
Après des travaux assez rapides malgré les difficultés, la ligne A ouvre le 5 novembre 1910 de Porte de Versailles à Notre-Dame-de-Lorette, puis la ligne B le 26 février 1911, de Saint-Lazare à Porte de Saint-Ouen. Le nouveau réseau est techniquement très similaire à celui de son concurrent direct, mais les stations et le matériel roulant sont plus soignés dans leur aménagement. Le nom des stations est écrit en faïence au lieu des plaques émaillées de la CMP, et les directions des rames sont carrelées sur les tympans des tunnels.
La section  Notre-Dame-de-Lorette - Pigalle de la ligne A est ouverte à son tour le 9 avril 1911, le tronçon La Fourche - Porte de Clichy de la ligne B, le 20 janvier 1912, et enfin la section Pigalle - Jules Joffrin de la ligne A, le 30 octobre 1912. L'achèvement au nord de la ligne A de Jules Joffrin à Porte de la Chapelle est alors retardé par le déclenchement de la Première Guerre mondiale. Le Nord-Sud achève ce prolongement en pleine guerre : il est ouvert à l'exploitation le 23 août 1916.
La compagnie procède, durant les années 1920, aux démarches nécessaires à la construction de sa ligne C, Porte de Vanves - Montparnasse. Mais les coûts de construction de ses lignes ne lui ont pas permis de survivre et le « Nord-Sud » disparaît le 1er janvier 1931, absorbé par sa rivale la CMP, d'un commun accord avec elle.
Les lignes de l'ancienne compagnie Nord - Sud ont été alors progressivement intégrées au réseau de la CMP : l'ancienne ligne A devient la ligne 12 et la ligne B devient la ligne 13, tandis, que la ligne C est finalement réalisée peu après par la CMP durant les années 1930 et devient, jusqu'en 1976, la « ligne 14 » avant d'être elle-même absorbée par la ligne 13, grâce à la construction d'un tronçon intermédiaire.

## Aménagement des stations

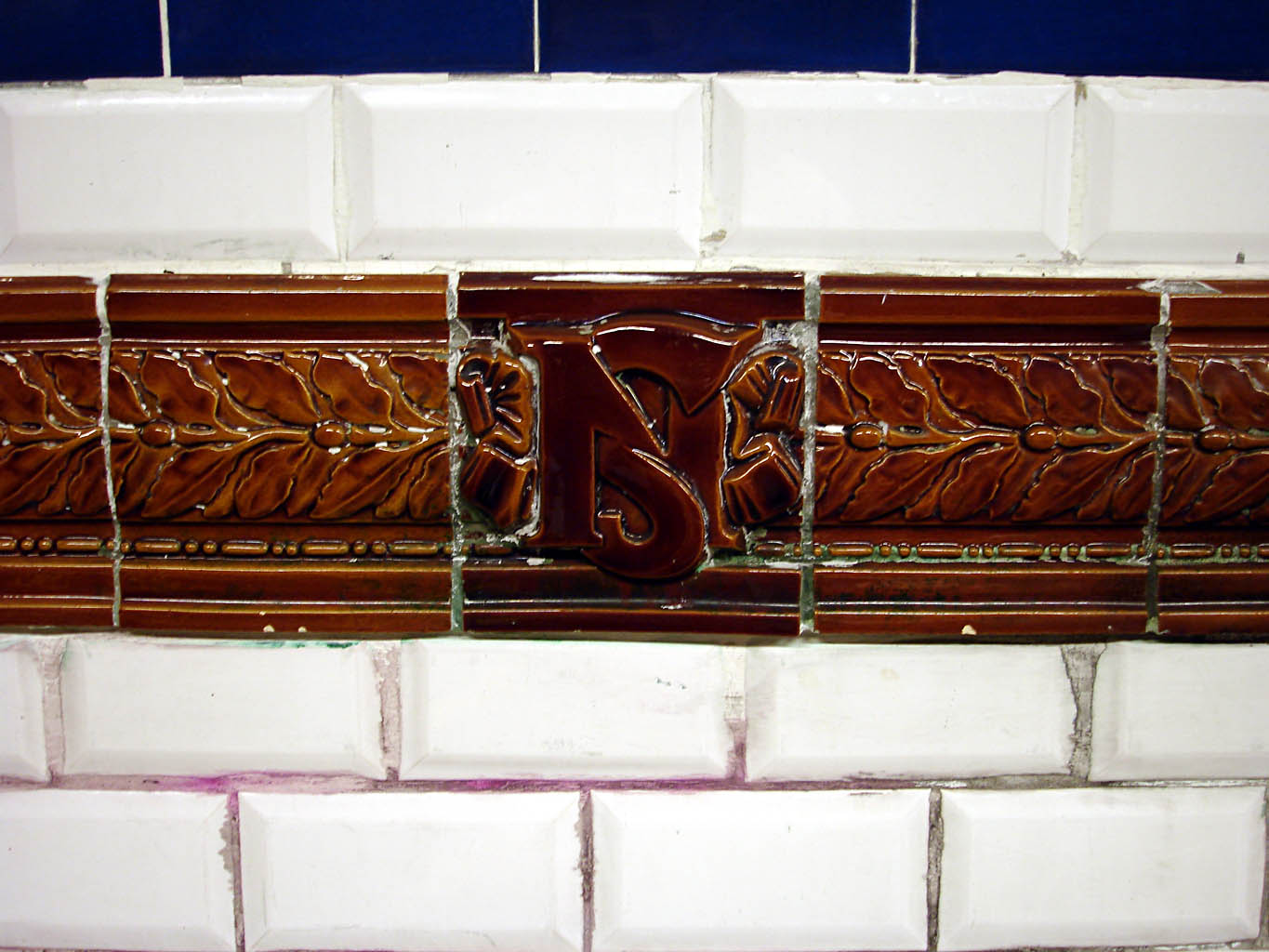
Le signe « NS » est représenté dans la faïence, en marron dans les stations sans correspondance, comme ici à Liège.
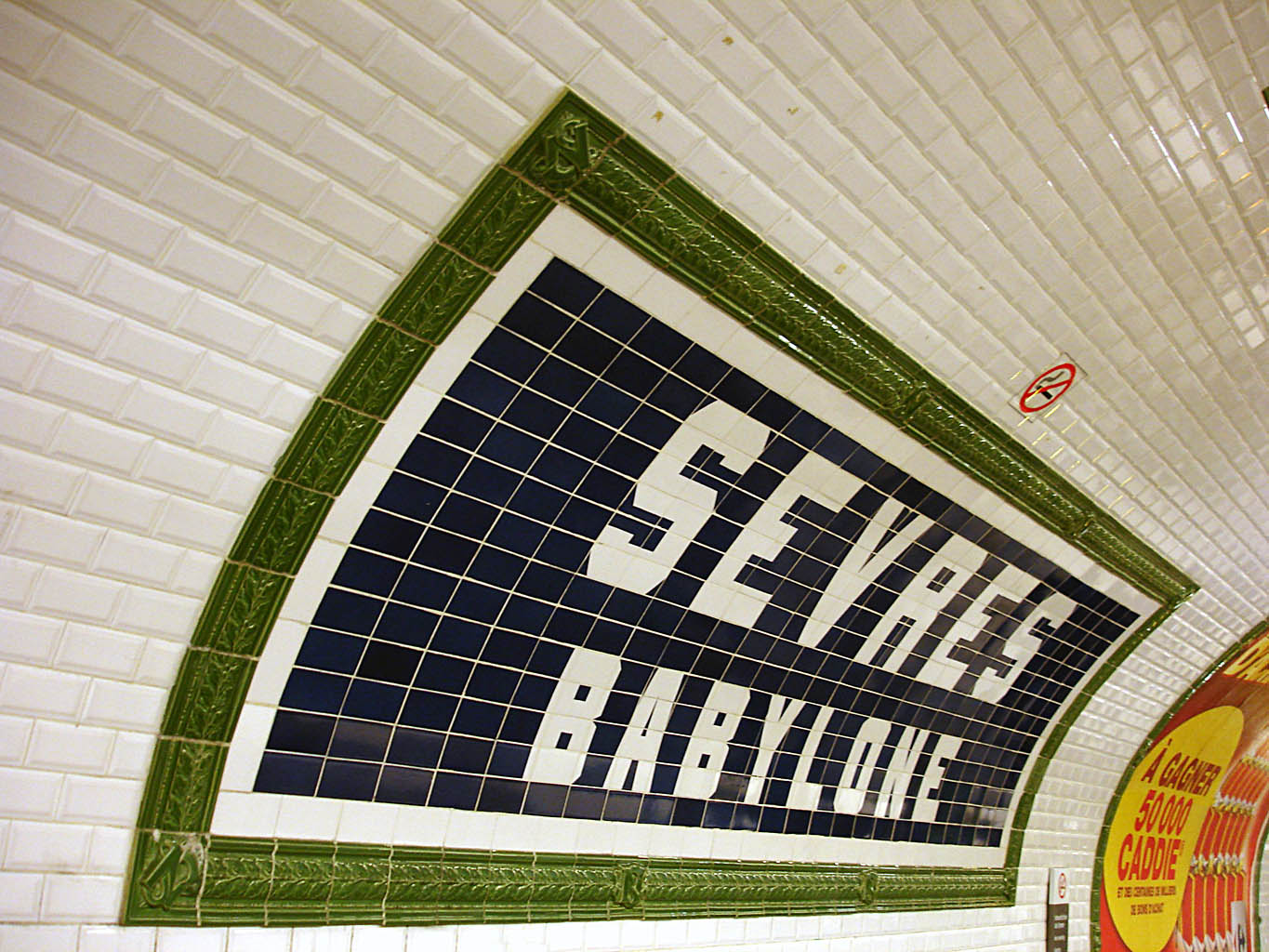
Entourage Nord-Sud de couleur verte caractéristique d'une station de correspondance ou d'un terminus, ici à Sèvres - Babylone.
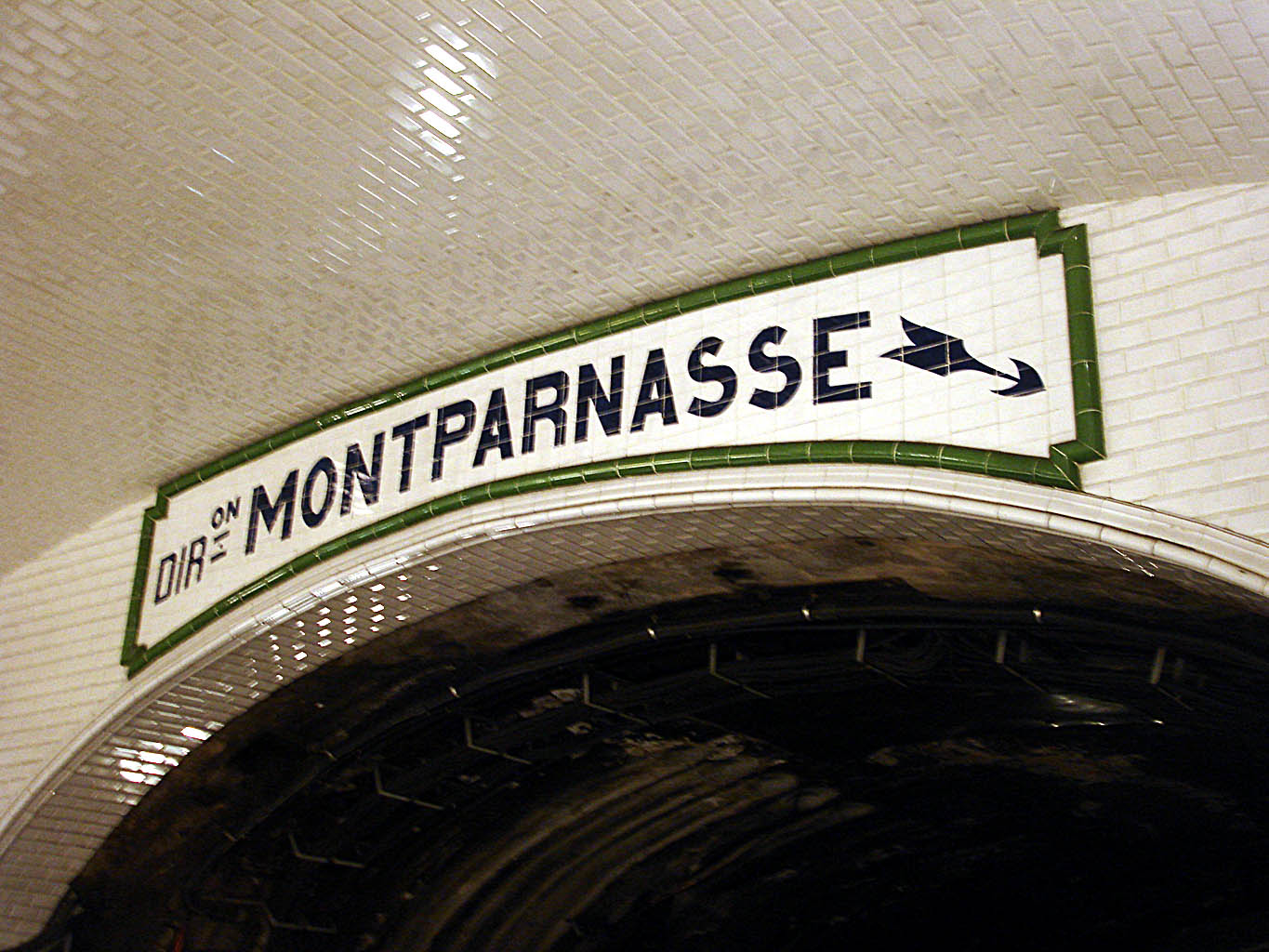
Indication de la destination sur un tympan à l'extrémité de la station.
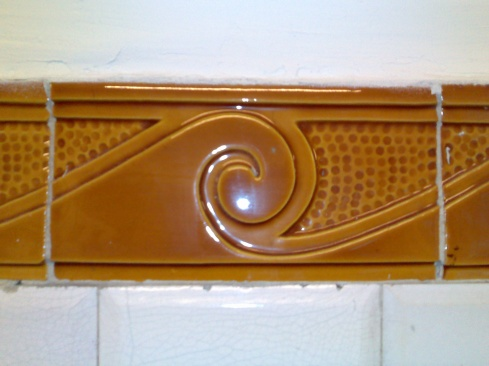
Carrelage typique du réseau Nord-Sud, pour une station sans correspondance.